# ستاره (فیلم ۱۹۵۲)
ستاره (انگلیسی: The Star) فیلمی در ژانر درام به کارگردانی استارت هایسلر است که در سال ۱۹۵۲ منتشر شد.

## بازیگران
- بت دیویس
- استرلینگ هایدن
- ناتالی وود
- مینور واتسون
- جون تراویز
- باربارا لارنس
- رابرت وارویک
- جیمز اندرسن
- بایرون فولگر